# .asia
.asia je generická doména nejvyššího řádu navržená neziskovou organizací DotAsia, registrátorem je společnost Afilias. 6. prosince 2006 v Sao Paulu byla schválena ICANN jako sponzorovaná TLD. 1. Sunrise (pro majitele ochranných známek a vládní organizace) započala 9. října a byla ukončena 13. listopadu 2007, druhá (majitelé dalších přednostních práv – název společnosti) v únoru 2008. Poté začnou volné registrace. Bude sloužit jako regionální doména pro společnosti, organizace a jednotlivce v Asii, Austrálii a v pacifické oblasti. Je to první gTLD, jejíž správce sídlí v Asii/Pacifiku.